# Coenonympha dubia
Coenonympha dubia är en fjärilsart som beskrevs av Vorbrodt 1917. Coenonympha dubia ingår i släktet Coenonympha och familjen praktfjärilar. Inga underarter finns listade i Catalogue of Life.